# Chremyloides tobiasi
Chremyloides tobiasi är en stekelart som beskrevs av Papp 2004. Chremyloides tobiasi ingår i släktet Chremyloides och familjen bracksteklar. Inga underarter finns listade i Catalogue of Life.